# 綸直
綸 直（りん ちょく）は、中国三国時代の武将。『晋書』に名が見える。

## 生涯
遼東の公孫淵配下の将軍。公孫淵が魏に叛いた際に同僚の賈範らと共に諌めたため公孫淵の怒りを買い、賈範と共に殺された。司馬懿が公孫淵の反乱を鎮圧すると、綸直らの墓を手厚く祀り、遺嗣を顕した。
小説『三国志演義』では第106回に登場する。倫直と表記され、ほぼ同様の顛末をたどる。